# Phyllanthus meridensis
Phyllanthus meridensis är en emblikaväxtart som beskrevs av Grady Linder Webster. Phyllanthus meridensis ingår i släktet Phyllanthus och familjen emblikaväxter. Inga underarter finns listade i Catalogue of Life.